# Longdon (Worcestershire)
Pour les articles homonymes, voir Longdon.
Longdon est une paroisse civile et un village du Worcestershire, en Angleterre.